# Élections au Salvador
Les élections au Salvador permettent d'élire le président et le vice-président, les 84 députés de l'Assemblée législative et les différents organes locaux.

## Élection présidentielle

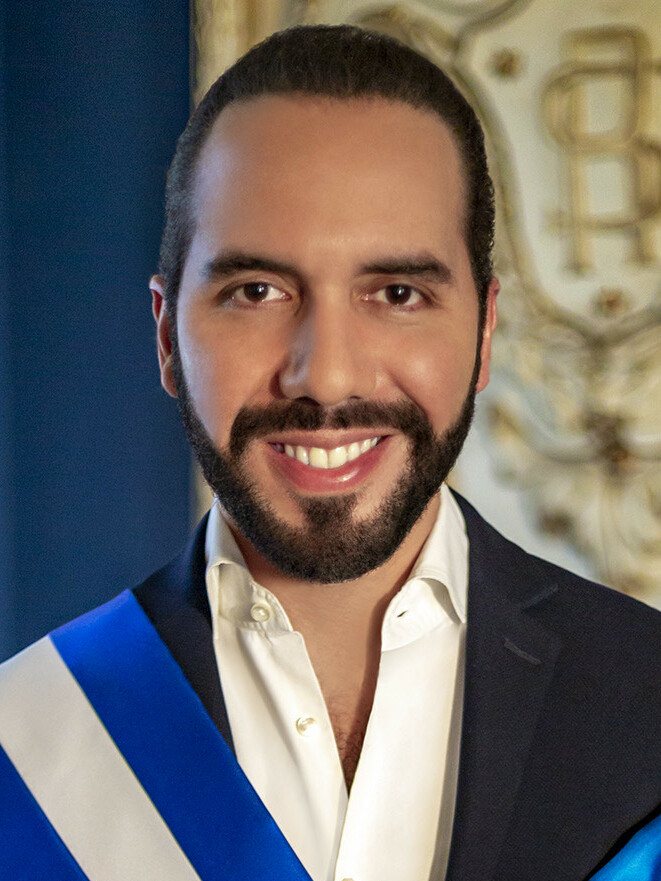
Nayib Bukele, actuel président de la République depuis 2019.

Le Président de la république du Salvador est élu au scrutin uninominal majoritaire à deux tours pour un mandat de cinq ans non renouvelable de manière consécutive. Si aucun candidat ne l'emporte au premier tour, un second est organisé le mois suivant entre les deux candidats arrivés en tête. Les candidats à la présidence et à la vice-présidence se présentent sur un ticket commun. Les candidats doivent par ailleurs être membres d'un parti politique.

## Élections législatives

### Système électoral actuel

Sièges par circonscriptions.

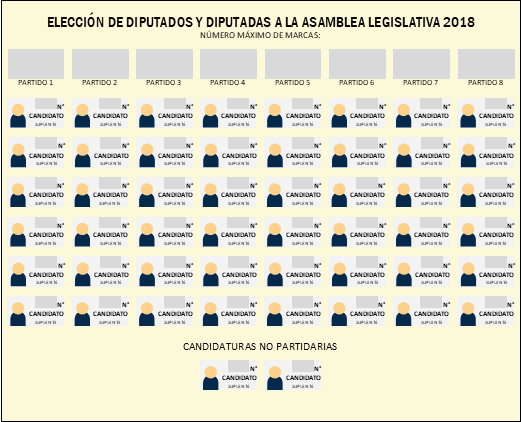
Modèle de bulletin de vote utilisé à partir de 2012

L'Assemblée législative est le parlement monocaméral du Salvador, il est composé de 84 députés élus pour trois ans au scrutin proportionnel plurinominal à listes ouvertes et au plus fort reste. Les sièges sont à pourvoir dans 14 circonscriptions plurinominales de 3 à 24 sièges correspondants aux départements du Salvador selon leur population,. 
Par le biais des listes ouvertes et du panachage, l'électeur peut éventuellement répartir son choix de plusieurs manières :
1. Voter pour un parti, en cochant sa bannière en tête de liste. Son vote se répartit alors simplement à tous les candidats de la liste proposée par le parti.
2. Voter pour un parti, toujours en cochant sa bannière en tête de liste, et effectuer un vote préférentiel parmi ses candidats en cochant ceux qu'il veut voir élu. Son vote se répartit alors uniquement aux candidats qu'il aura sélectionné dans la liste proposée par le parti.
3. Ne pas cocher de parti, et voter directement pour des candidats parmi plusieurs listes et/ou des candidats indépendants. L'électeur doit alors veiller à ce que le nombre de candidats sélectionnés n'excède pas le nombre de sièges à pourvoir dans la circonscription.

### Système électoral précèdent

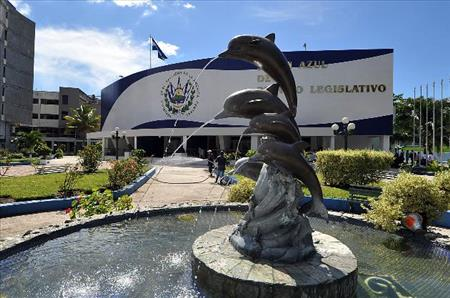
Palais législatif du Salvador.

De 1991 à 2006, l'assemblée est composée de 84 députés élus pour trois ans au scrutin proportionnel plurinominal à listes fermées réparties selon la méthode de Hare. 64 sièges sont à pourvoir dans 14 circonscriptions plurinominales de 3 à 16 sièges correspondants aux départements du Salvador selon leur population. Les 20 sièges restants le sont également à la proportionnelle mais dans une unique circonscription nationale. À partir de 2006, ces derniers sont éliminés, la totalité des sièges utilisant la proportionnelle dans des circonscriptions de 3 à 25 sièges. Mais le changement majeur intervient en 2012 avec l'introduction du panachage via des listes ouvertes.